# Spotkanie w Palermo
Spotkanie w Palermo (ang. Palermo Shooting) – niemiecko-włosko-francuski dramat filmowy z 2008 roku w reżyserii Wima Wendersa.
Bohaterem filmu jest Finn, wzięty fotograf, który przeżywa wypalenie zawodowe. Wyjeżdża do Palermo, gdzie poznaje piękną Włoszkę, która oprowadza go po mieście. Jednocześnie bohatera ściga spersonifikowana Śmierć, która chce odzyskać zdjęcie, jakie przypadkiem zrobił jej fotograf.
Obraz nawiązuje do klasyki filmowej: Zmęczonej śmierci (1921) Fritza Langa, Siódmej pieczęci (1957) Ingmara Bergmana oraz do Powiększenia (1966) Michelangelo Antonioniego.